# Haplodrili
Haplodrili или Archiannelida је примитивна и веома хетерогена група чланковитих црва упрошћене грађе тела и мале величине. Група Haplodrili сматра се парафилетском и избегава се у новим класификационим схемама.

## Морфологија
Телесна организација ових животиња веома је слична многочекињастим црвима само што се од њих разликују по јако закржљалим параподијама и чекињама (хетама). Параподије и хете могу чак и да потпуно одсуствују. Површина тела је покривена трепљастим епителом. 

## Класификација
Класа Haplodrili обухвата три фамилије:
, којој припадају родови

, са родовима

, којој припадају родови